# هندكوان
هندكوان (بالبشتونية وبالبنجابية: هندکوان) هي مجموعة لغوية ثقافية محلية في خيبر بختونخوا،وهضبة بوثهار وآزاد كشمير التابعة لباكستان. الهندكوانيون لهم أصول مختلطة وكلها تقريبًا تتحدث لهجات مختلفة من هندكو. وقد استوطنوا أصلا في المناطق الشمالية من باكستان التي تتركز في المقام الأول بالقرب من الحدود الباكستانية الأفغانية. في الوقت الحاضر، الهندكوانيون يقطنون بشكل أساسي في بيشاور، نوشيرا، سوابي، مانزهرا، أبوتاباد، هاريبور وأتوك. ويعرف أولئك الذين يعيشون في أفغانستان باسم هندكيس. معظم القبائل يقيمون في مناطق الهزارة من خيبر باختونخوا مثل؛ طارين، تانولي، جدون، طاهرخيلي، ديلازاك، ماشواني، سواتيس وأوتمانزا، يتكلمون هيندكو ويشكلون جزءا لا يتجزأ من هندكوان. ويشار إلى أولئك الذين يقيمون في المراكز الحضرية في مقاطعة خيبر باختونخوا في باكستان مثل بيشاور وكوهات ونوشيرا وسوابي بعبارة «خريان / خاراي» أو سكان المدينة. بعض هيندكوان غادروا المنطقة ويعيشون الآن في أجزاء أخرى من جنوب آسيا، مثل؛ جامو وكشمير التي تسيطر عليها الهند، وازاد كشمير التي تسيطر عليها باكستان.